# Treppenturm Buebegunte
Der Treppenturm Buebegunte ist ein Holzturm in der Gemeinde Baar des Schweizer Kantons Zug.

## Situation

Panorama vom Treppenturm Buebegunte

Der Treppenturm Buebegunte ist Teil des im Jahre 2024 erbauten Schlaufenstegs. Über 125 Treppenstufen gelangt man zur Aussichtsplattform in 22 Meter Höhe. Diese bietet eine Aussicht auf den nordöstlichen Teil der Stadt Baar.

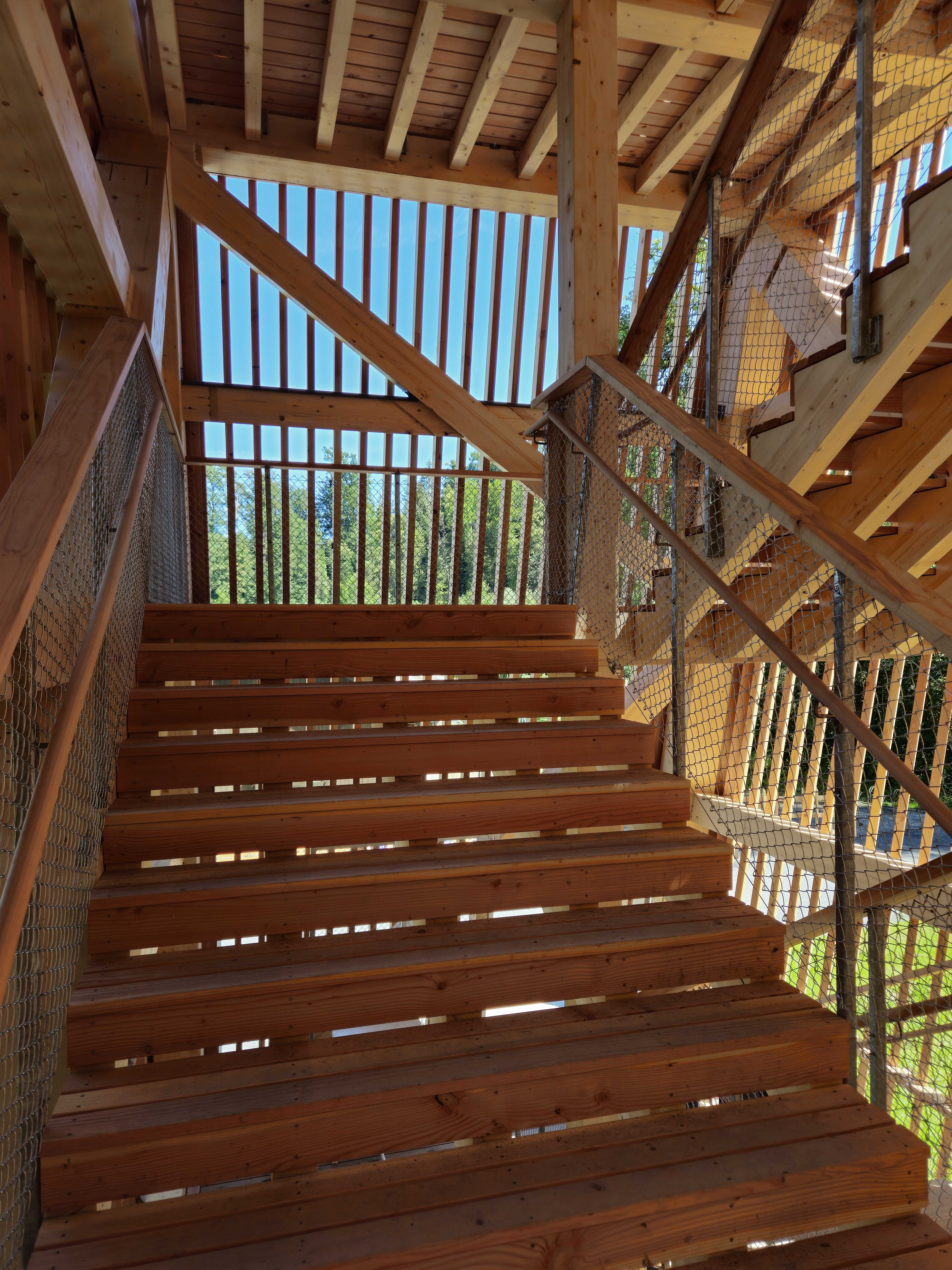
Treppe
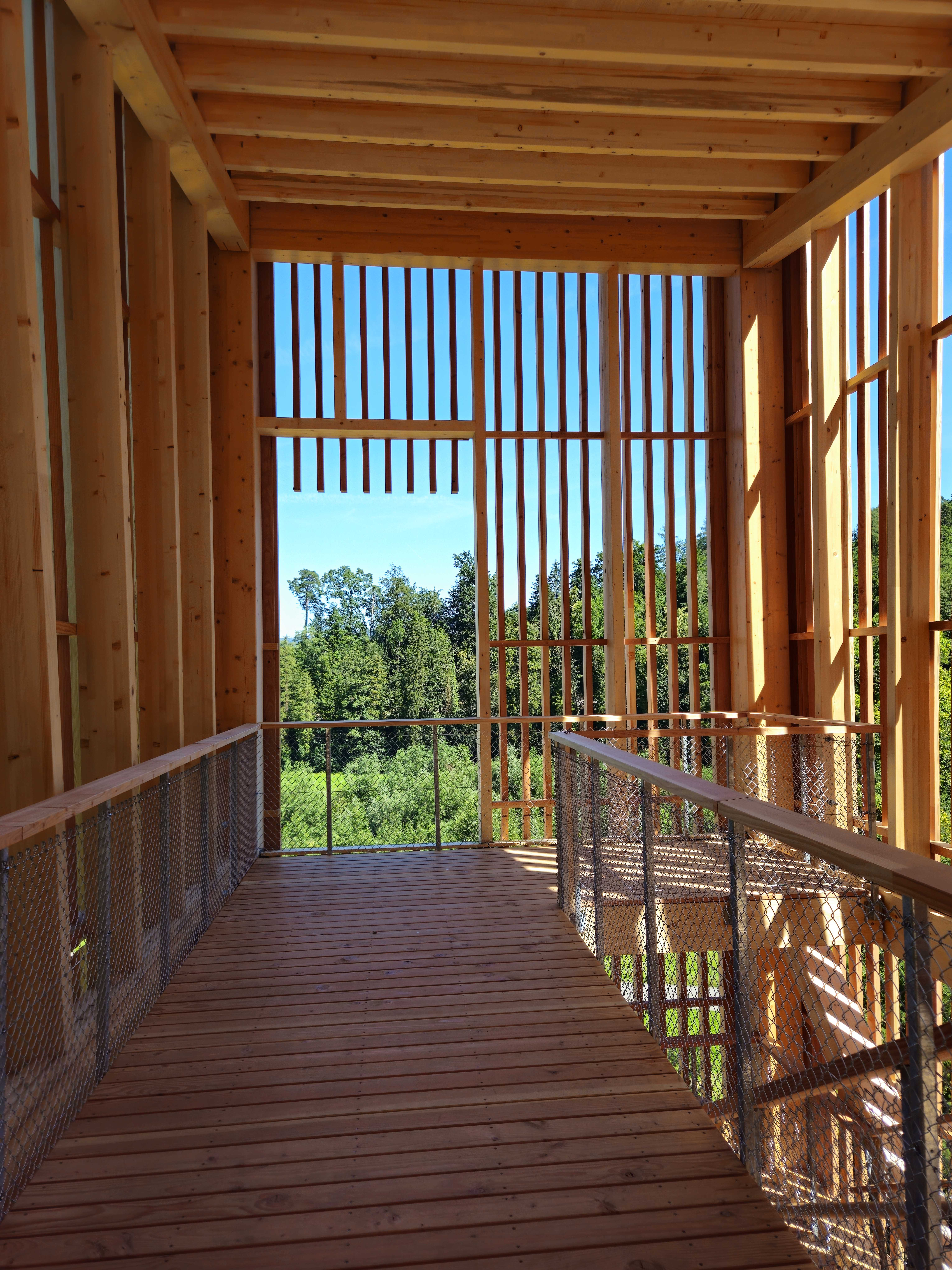
Aussichtsplattform
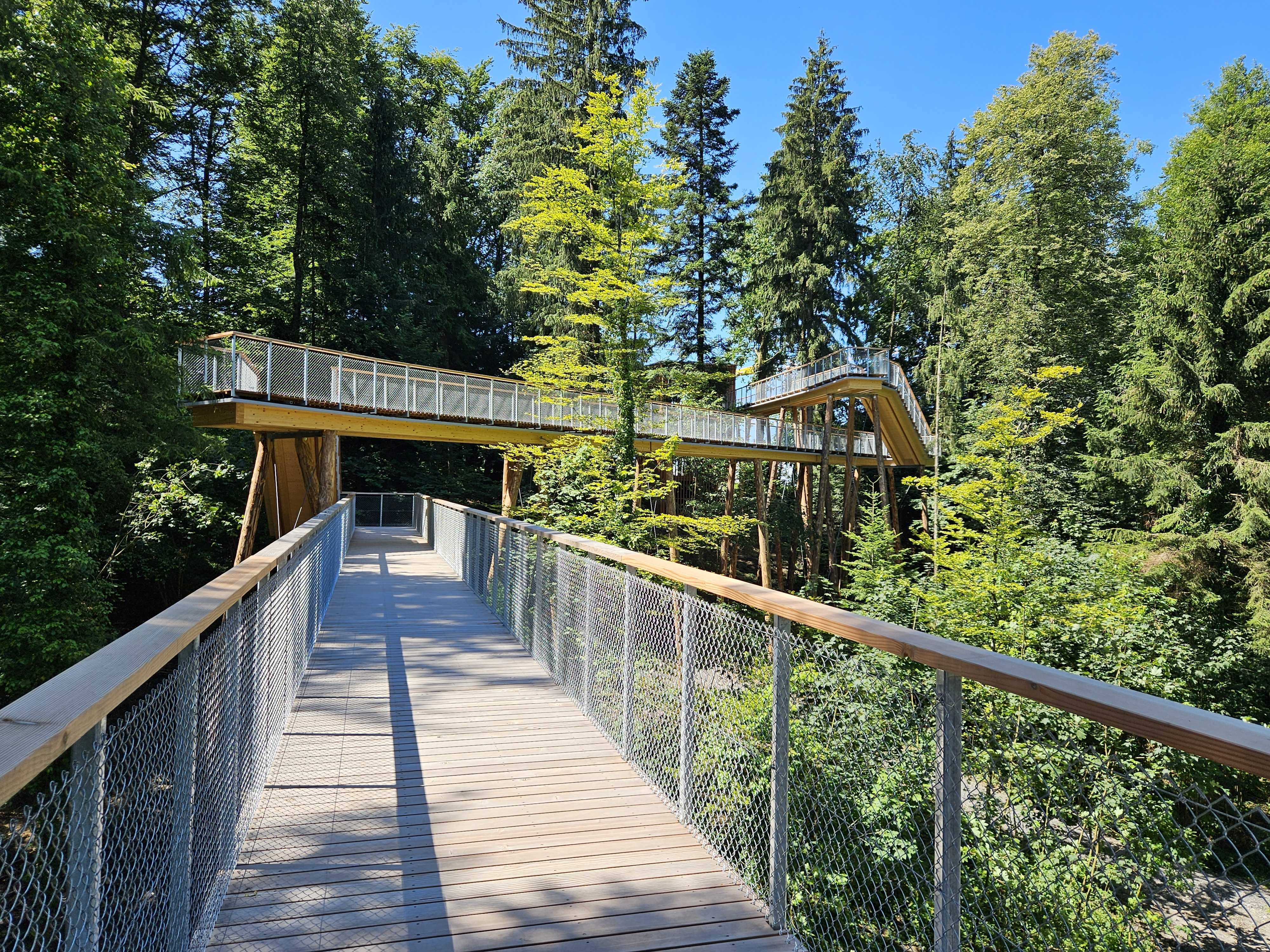
Schlaufensteg